# Comté de Snyder
Le comté de Snyder est un comté américain de l'État de Pennsylvanie. Au recensement de 2020, la population du comté s'élève à 39 736 habitants. Il a été créé le 2 mars 1855, à partir du comté d'Union et tire son nom de Simon Snyder (en), un ancien gouverneur de Pennsylvanie. Le siège du comté se situe à Middleburg.

## Démographie
| Groupe            | Comté de Snyder | Pennsylvanie | États-Unis |
| ----------------- | --------------- | ------------ | ---------- |
| Blancs            | 93,1            | 73,5         | 58         |
| Latino-Américains | 2,4             | 8,1          | 19         |
| Afro-Américains   | 1,3             | 10,5         | 12,1       |
| Asiatiques        | 0,7             | 3,4          | 6,2        |
| Métis             | 2,1             | 3,3          | 4,1        |
| Autres            | 0,1             | 0,4          | 0,5        |
| Amérindiens       | 0,08            | 0,1          | 0,9        |
| Océano-américains | 0,03            | 0,02         | 0,2        |
| Total             | 100             | 100          | 100        |